# Lijst van onroerend erfgoed in Haacht
Een overzicht van het onroerend erfgoed in Haacht. Het onroerend erfgoed maakt deel uit van het cultureel erfgoed in België.

## Bouwkundig erfgoed
| Object                                               | Erfgoedstatus?                          | Bouwjaar of architect | Deelgemeente | Adres                   | Coördinaten                   | Nummer? | Afbeelding                                           |
| ---------------------------------------------------- | --------------------------------------- | --------------------- | ------------ | ----------------------- | ----------------------------- | ------- | ---------------------------------------------------- |
| Parochiekerk Sint-Remigius                           | koor en zijkapellen (monument)          |                       | Haacht       | Markt                   | 50° 58' 38" NB, 4° 38' 18" OL | 41860   | Parochiekerk Sint-Remigius                           |
| Hoeve Craeneveld                                     | Monument                                |                       | Haacht       | Kraneveld 1             | 50° 57' 58" NB, 4° 40' 27" OL | 41863   | Hoeve Craeneveld                                     |
| Parochiekerk Sint-Hubertus                           | Monument                                |                       | Wakkerzeel   | Pastoriestraat          | 50° 57' 23" NB, 4° 40' 46" OL | 41864   | Parochiekerk Sint-Hubertus                           |
| Dorpswoning                                          |                                         |                       | Wakkerzeel   | Pastoriestraat 50       | 50° 57' 20" NB, 4° 40' 45" OL | 41865   | Dorpswoning                                          |
| Pastorie Sint-Hubertusparochie                       | Monument                                |                       | Wakkerzeel   | Pastoriestraat 38       | 50° 57' 18" NB, 4° 40' 38" OL | 41867   | Pastorie Sint-Hubertusparochie                       |
| Parochiekerk Sint-Jan-de-Doper                       | Monument orgel (monument)               |                       | Tildonk      | Dorpsstraat             | 50° 56' 41" NB, 4° 38' 38" OL | 41868   | Parochiekerk Sint-Jan-de-Doper                       |
| Pastorie Sint-Jan-de-Doperparochie                   | Monument                                |                       | Tildonk      | Pastoor Lambertzdreef 8 | 50° 56' 40" NB, 4° 38' 39" OL | 41869   | Pastorie Sint-Jan-de-Doperparochie                   |
| Beekhoeve                                            |                                         |                       | Tildonk      | Beekstraat 4            | 50° 56' 50" NB, 4° 37' 33" OL | 41870   | Upload foto                                          |
| Parochiekerk Sint-Hubertus en Sint-Lucia             | dorpsgezicht                            |                       | Wespelaar    | Grote Baan              | 50° 57' 34" NB, 4° 38' 1" OL  | 41871   | Parochiekerk Sint-Hubertus en Sint-Lucia             |
| Kasteelpark met oranjerie en tempel                  | dorpsgezicht                            |                       | Wespelaar    | Grote Baan 75-77        | 50° 57' 27" NB, 4° 37' 51" OL | 41872   | Kasteelpark met oranjerie en tempel                  |
| Woonhuis van 1739                                    | dorpsgezicht                            |                       | Wespelaar    | Grote Baan 73           | 50° 57' 31" NB, 4° 37' 60" OL | 41873   | Woonhuis van 1739                                    |
| Dorpswoningen                                        | dorpsgezicht                            |                       | Wespelaar    | Grote Baan 44           | 50° 57' 32" NB, 4° 38' 4" OL  | 41874   | Dorpswoningen                                        |
| Dorpswoningen                                        | dorpsgezicht                            |                       | Wespelaar    | Grote Baan 57           | 50° 57' 32" NB, 4° 38' 4" OL  | 41874   | Dorpswoningen                                        |
| Dorpswoningen                                        | dorpsgezicht                            |                       | Wespelaar    | Grote Baan 63           | 50° 57' 32" NB, 4° 38' 4" OL  | 41874   | Dorpswoningen                                        |
| Dorpswoningen                                        | dorpsgezicht                            |                       | Wespelaar    | Grote Baan 71           | 50° 57' 32" NB, 4° 38' 4" OL  | 41874   | Dorpswoningen                                        |
| Pastorie Sint-Hubertus en Sint-Lucia                 |                                         |                       | Wespelaar    | Neerstraat 9            | 50° 57' 38" NB, 4° 37' 55" OL | 41875   | Pastorie Sint-Hubertus en Sint-Lucia                 |
| Kasteeltje Van Tildonk                               | Monument                                |                       | Tildonk      | Kasteeldreef 1          | 50° 56' 49" NB, 4° 39' 12" OL | 200083  | Kasteeltje Van Tildonk                               |
| Sint-Angela-instituut en -klooster                   | Monument                                |                       | Tildonk      | Kruineikestraat 5       | 50° 56' 39" NB, 4° 38' 51" OL | 200084  | Sint-Angela-instituut en -klooster                   |
| Kapel Onze-Lieve-Vrouw van Troost                    | Monument                                |                       | Tildonk      | Kapelleweg              | 50° 56' 38" NB, 4° 39' 48" OL | 200122  | Kapel Onze-Lieve-Vrouw van Troost                    |
| Omwalling en site Kasteel Van Roost                  | Monument                                |                       | Haacht       | Roostweg                |                               | 200132  | Upload foto                                          |
| (Oude) Hansbrug                                      | Monument                                |                       | Haacht       | Hansbrugweg             | 50° 59' 12" NB, 4° 38' 33" OL | 200147  | (Oude) Hansbrug                                      |
| Valvekenshoeve                                       | Monument                                |                       | Haacht       | Rijmenamsesteenweg 223  |                               | 200250  | Valvekenshoeve                                       |
| Dubbele schutsluis en sluiswachterswoning            | schutsluis (monument) woning (monument) |                       | Tildonk      | Sas 3                   | 50° 56' 22" NB, 4° 39' 57" OL | 200277  | Dubbele schutsluis en sluiswachterswoning            |
| Oorlogsgedenkteken op de gemeentelijke begraafplaats | Monument                                |                       | Wespelaar    | XIde Linielaan          |                               | 214974  | Oorlogsgedenkteken op de gemeentelijke begraafplaats |
| Besemhoef                                            |                                         |                       | Haacht       | Bessemhoefweg 3         |                               | 216461  | Besemhoef                                            |
| Gemeentehuis van Wespelaar                           | dorpsgezicht                            |                       | Wespelaar    | Grote Baan 55           |                               | 216652  | Gemeentehuis van Wespelaar                           |

### Bouwkundige gehelen
| Object              | Erfgoedstatus? | Bouwjaar of architect | Deelgemeente | Adres                                                                    | Coördinaten | Nummer? | Afbeelding          |
| ------------------- | -------------- | --------------------- | ------------ | ------------------------------------------------------------------------ | ----------- | ------- | ------------------- |
| Antitankgracht      | Monument       | 1939                  | Haacht       | Scharent, Weistraat, Werchtersesteenweg, Wijgmaalsesteenweg, Wilde Heide |             | 126647  | Antitankgracht      |
| Dorpskern Tildonk   | Dorpsgezicht   |                       | Tildonk      | Dorpsstraat, Kruineikestraat, Pastoor Lambertzdreef                      |             | 302492  | Dorpskern Tildonk   |
| Dorpskern Wespelaar | Dorpsgezicht   |                       | Wespelaar    | Grote Baan, Nieuwstraat                                                  |             | 306602  | Dorpskern Wespelaar |